# 조엘 키너먼
조엘 키너먼(영어: Joel Kinnaman) 또는 요엘 킨나만(스웨덴어: Joel Kinnaman, 1979년 11월 25일 ~ )은 스웨덴과 미국의 국적을 가진 배우로, 스웨덴인과 미국인의 혼혈로 태어났다. 스웨덴 영화 《이지 머니》와 《요한 팔크》 시리즈에 출연하면서 인지도를 올렸고, 미국 드라마 《킬링》에서 스티븐 홀더 형사 역으로 출연하며 미국에 진출하였다. 이후 영화 《로보캅》의 주인공 로보캅 역, 《수어사이드 스쿼드》의 릭 플래그 역, 드라마 《하우스 오브 카드》의 윌 콘웨이 주지사 역, 《얼터드 카본》의 주인공 타케시 코바치 역 등을 맡았다.

## 약력
스톡홀름에서 태어나 자랐다. 아버지 스티브 키너먼(Steve Kinnaman)은 미국 출신의 베트남전 참전 군인으로 스웨덴에 정착하여 스웨덴인 비테 노르드스트룀(Bitte Nordström)과 결혼했다. 스티브 키너먼은 아일랜드 스코틀랜드 혈통이고 비테 노르드스트룀은 우크라이나계 유대인이다. 조엘 키너먼 본인은 스웨덴과 미국 국적을 모두 갖고 있다. 성장기에 스웨덴어와 영어를 모두 배웠으며, 그의 언급에 따르면 아버지와는 영어로, 어머니와는 스웨덴어로 대화했다.
고등학교 때는 교환학생으로 미국 텍사스의 델밸리에서 몇 년간 지내기도 했다. 학교 졸업 후 세계여행을 결심하였고, 여행 비용을 마련하려고 맥주 공장 작업, 지붕 청소, 바텐더 일을 했다. 이후 동남아시아와 남아메리카를 여행하며 2년여를 보냈다.

## 출연작 목록

### 영화
| 연도 | 제목                           | 원제                                                  | 배역                 | 비고 |
| ---- | ------------------------------ | ----------------------------------------------------- | -------------------- | ---- |
| 2002 | 인비저블                       | Den osynlige, The invisible                           | 칼레                 |      |
| 2005 | 스톰                           | Storm                                                 | 바텐더               |      |
| 2005 | 갓 세이브 더 킹                | Tjenare kungen, God Save the King                     | 디칸                 |      |
| 2008 | 글래디에이터 - 템플기사단      | Arn: Riket vid vägens slut, Arn: The Knight Templar   | 스베르케르 칼손      |      |
| 2008 | 팰토크                         | Kompissnack, Paltalk                                  | 요케                 | 단편 |
| 2009 | 인 유어 베인스                 | I skuggan av värmen, In Your Veins                    | 에리크               |      |
| 2009 | 시몬 앤 말루                   | Simon & Malou                                         | 스테판               |      |
| 2009 | 디 아웃로스                    | Johan Falk: De fredlosa, The Outlaws                  | 프랭크 바그너        |      |
| 2010 | 이지 머니                      | Snabba cash, Easy Money                               | 요한 베스틀룬드      |      |
| 2011 | 다크 아워                      | The Darkest Hour                                      | 스카일러             |      |
| 2012 | 밀레니엄: 여자를 증오한 남자들 | The Girl with the Dragon Tattoo                       | 크리스테르 말름      |      |
| 2012 | 세이프 하우스                  | Safe House                                            | 켈러                 |      |
| 2012 | 로라 버서스                    | Lola Versus                                           | 루크                 |      |
| 2012 | 이지 머니 2                    | Snabba cash II, Easy Money II                         | 요한 베스틀룬드      |      |
| 2013 | 요한 포크 - 코드네임 리사      | Johan Falk - Kodnamn Lisa, Johan Falk - Codename Lisa | 프랭크 와그너        |      |
| 2013 | 이지 머니 3                    | Snabba cash - Livet deluxe, Easy Money 3              | 요한 베스틀룬드      |      |
| 2014 | 로보캅                         | Robocop                                               | 알렉스 머피 / 로보캅 |      |
| 2015 | 나이트 오브 컵스               | Knight of Cups                                        | 에롤                 |      |
| 2015 | 런 올 나이트                   | Run All Night                                         | 마이클 콘론          |      |
| 2015 | 차일드 44                      | Child 44                                              | 바실리               |      |
| 2016 | 수어사이드 스쿼드              | Suicide Squad                                         | 릭 플래그            |      |
| 2016 | 엣지 오브 윈터                 | Edge of Winter                                        | 엘리엇 베이커        |      |
| 2019 | 비밀정보원: 인 더 프리즌       | The Informer                                          | 피트 코슬로          |      |
| 2020 | 피를 나눈 형제들               | Brothers by Blood                                     | 마이클 플루드        |      |
| 2020 | 더 시크릿                      | The Secrets We Keep                                   | 토마스 슈타인만      |      |
| 2021 | 더 수어사이드 스쿼드           | The Suicide Squad                                     | 릭 플래그            |      |
| 2023 | 악마를 위한 연민               | Sympathy for the Devil                                | 드라이버             |      |
| 2023 | 사일런트 나잇                  | Silent Night                                          | 브라이언 고들록      |      |
| 2024 | 사일런트 아워                  | The Silent Hour                                       | 프랭크 쇼            |      |
| 미정 | 비스트                         | The Beast                                             | 태프트 요원          |      |

### 드라마
| 연도      | 제목             | 원제            | 배역            | 참고       |
| --------- | ---------------- | --------------- | --------------- | ---------- |
| 2011-14   | 킬링             | The Killing     | 스티븐 홀더     |            |
| 2016-17   | 하우스 오브 카드 | House of Cards  | 윌 콘웨이       |            |
| 2018-20   | 얼터드 카본      | Altered Carbon  | 타케시 코바치   |            |
| 2019-21   | 한나             | Hanna           | 에릭 헬러       | 시즌1 주연 |
| 2019-현재 | 포 올 맨카인드   | For All Mankind | 에드워드 볼드먼 | 주연       |
| 2021      | 인 트리트먼트    | In Treatment    | 애덤            | 8회분 출연 |
| 미정      | 불완전한 여자들  | Imperfect Women | 로버트          | 제작중     |